# Babirussy
Babirussy (Babyrousinae) – monotypowa podrodzina ssaków z rodziny świniowatych (Suidae).

## Rozmieszczenie geograficzne
Podrodzina obejmuje gatunki występujące endemicznie w Indonezji (Celebes i Moluki).

## Morfologia
Długość ciała 85–110 cm, długość ogona 20–32 cm, wysokość w kłębie 65–80 cm; masa ciała 43–100 kg. Mają masywne ciało i krótki ogon oraz praktycznie nieowłosioną, szorstką, brunatnoszarą skórę. Samce charakteryzują się ponadto bardzo wydatnymi kłami.

## Ekologia
Są to zwierzęta płochliwe, o nocnym trybie życia. Dość szybko biegają i dobrze pływają. Zamieszkują najczęściej gęste, wilgotne lasy, często w okolicach rzek lub bagien. W poszukiwaniu pokarmu ryją w miękkiej glebie.
Z uwagi na smaczne mięso, są zwierzętami łownymi.

## Systematyka
Rodzaj Babyrousa zdefiniował w 1811 roku brytyjski przyrodnik George Perry w publikacji swojego autorstwa zatytułowanej Arcana, czyli Muzeum Historii Naturalnej: zawierające najnowsze odkrycia. Uzupełnione kolorowymi planszami i odpowiadającymi im opisami. Z fragmentami dotyczącymi zwierząt i uwagami znanych podróżników; łączące ogólny przegląd przyrody. Gatunkiem typowym jest (oznaczenie monotypowe) babirussa wąsata (B. babyrussa).

### Etymologia
- Babyrousa (Babirussa, Babiroussus, Babyrussa, Babirusa, Babiroussous): malajski babi ‘świna’; rusa ‘jeleń’; w aluzji do anormalnie rozwiniętych kłów, które Malajczycy przyrównywali do poroża jeleni[26].
- Sukotyrus (Suckoteirus): nazwa Sukotyro nadana przez Chińczyków mitycznemu zwierzęcia na Jawie[27]. Gatunek typowy (oznaczenie monotypowe): Sukotyro indicus Kerr, 1792 (= Sus babyrussa Linnaeus, 1758); nomen oblitum.
- Porcus: łac. porcus ‘świnia’[28].
- Choerelaphus: gr. χοιρος khoiros ‘świnia’; ελαφος elaphos ‘jeleń’[29]. Gatunek typowy (oznaczenie monotypowe): Sus babyrussa Linnseus, 1758.
- Elaphochoerus: gr. ελαφος elaphos ‘jeleń’; χοιρος khoiros ‘świnia’[30].

### Podział systematyczny
Takson opisany w 1950 roku jako Babyrousa bolabatuensis ze względu na niewielki materiał źródłowy do czasu dokładniejszych badań jest traktowany jako synonim B. celebensis. Do podrodziny należy jeden rodzaj babirussa (Babyrousa) z następującymi występującymi współcześnie gatunkami: 
| Grafika | Gatunek               | Autor i rok opisu | Nazwa zwyczajowa      | Podgatunki         | Rozmieszczenie geograficzne                                                                                         | Podstawowe wymiary                         | Status IUCN |
| ------- | --------------------- | ----------------- | --------------------- | ------------------ | --- | ------------------------------------------ | ----------- |
|         | Babyrousa celebensis  | (Deninger, 1909)  | babirussa sulaweska   | gatunek monotypowy | Celebes | DC: 85–110 cm DO: 20–32 cm MC: do 100 kg   | VU          |
|         | Babyrousa babyrussa   | (Linnaeus, 1758)  | babirussa wąsata      | gatunek monotypowy | środkowe Moluki na wyspach Sula (Mangole i Taliabu) oraz wyspa Buru; zakres wysokości: powyżej 800 m n.p.m.         | DC: 85–110 cm DO: 20–32 cm MC: 43–100 kg   | VU          |
|         | Babyrousa togeanensis | (Sody, 1949)      | babirussa malengeńska | gatunek monotypowy | Wyspy Togian (Batudaka, Togian, Talatakoh, Malenge, ślady znaleziono również na Kadidiri na północ od wyspy Togian) | DC: 88–106 cm DO: 27–32 cm MC: brak danych | EN          |

Kategorie IUCN:  VU  – gatunek narażony,  EN  – gatunek zagrożony, 
Opisano również gatunki wymarłe:
- Babyrousa beruensis Hooijer, 1948[34] (Indonezja; plejstocen)
- Babyrousa bolabatuensis Hooijer, 1950[35] (Indonezja; holocen)